# Federico Confalonieri
Federico Confalonieri (6. října 1785 Milán – 10. prosince 1846 Hospental) byl italský hrabě a revolucionář.
Pocházel z milánského šlechtického rodu a byl senátorem v Italském království. Odmítal podřízenost země Napoleonovi a byl obviněn z účasti na zavraždění ministra financí Giuseppeho Priny, toto podezření však odmítal. Po Vídeňském kongresu protestoval proti připojení Lombardie k Rakouskému císařství. Vstoupil do zednářské lóže a do tajné společnosti karbonářů, vydával liberální časopis Il Conciliatore.
Po potlačení protihabsburského povstání v roce 1821 byl zatčen za podvratnou činnost a odsouzen k trestu smrti, který mu císař změnil za doživotní uvěznění na brněnském Špilberku. V roce 1835 byl z pevnosti propuštěn a vypovězen do Ameriky. Roku 1837 se tajně vrátil do Evropy a žil v Mendrisiu a Paříži. Teprve v roce 1846 mu bylo povoleno vrátit se do vlasti, po cestě však zemřel.
Jeho manželkou byla Teresa Casati. Jsou spolu pohřbeni v rodinném mauzoleu v Muggiò.
Roku 1890 vyšly jeho paměti.